# Оськін Дмитро Павлович
Дмитро Павлович Оськін (25 жовтня 1919 — пом. 25 січня 2004 ) — радянський льотчик-ас, брав участь у Другій світовій війні та війні у Кореї (1950–1953). Герой Радянського Союзу (1951).

## Життєпис
Народився 25 жовтня 1919 року в місті Ставрополі. У 1937 році закінчив 10 класів школи, в 1938 році — Тбіліський аероклуб. Працював помічником майстра в друкарні «Зоря Сходу» в Тбілісі. 
З листопада 1938 року в рядах Червоної Армії. У вересні 1940 року закінчив Сталінградську військову авіаційну школу льотчиків. 
З листопада 1940 року — молодший лейтенант Д. П. Оськін служив молодшим льотчиком 51-го ВАП (Забайкальський Військовий округ), з жовтня 1942 лейтенант Д. П. Оськін — командир ланки цього ж полку. З квітня 1943 року — командир ланки, інструктор Школи повітряних асів при 12-ї Повітряної армії (Забайкальський фронт). З липня 1943 старший лейтенант Д. П. Оськін — командир ескадрильї 22-го ВАП (Забайкальський фронт), з листопада 1943 року — заступник командира ескадрильї того ж полку. З березня 1944 року — слухач Ліпецьких авіаційних вищих КУОС. З 31 серпня 1944 року — командир ланки 863-го ВАП, з вересня 1944 року — старший льотчик цього же полку.

## Участь у Другій світовій війні
З 13 жовтня 1944 року на фронтах Великої Вітчизняної війни: старший льотчик, з січня 1945 року — командир ланки, з квітня 1945 року — заступник командира і штурман ескадрильї 863-го ВАП (1-а Повітряна армія, 3- й Білоруський фронт). Брав участь у визволенні Литви, штурмі Кенігсберга. Літав на Ла-5 і Ла-7. Здійснив 66 бойових вильотів, брав участь у 2 повітряних боях, перемог не мав.

## Післявоєнна кар’єра
З листопада 1945 року — помічник командира 863-го ВАП по повітряно-стрілецької службі (Білоруський військовий округ). З квітня 1947 року — начальник повітряно-стрілецької служби 9-го ГвВАП (Білоруський військовий округ). З жовтня 1947 року — капітан, начальник повітряно-стрілецької служби 18-го ГвВАП, з травня 1949 — помічник командира 18-го ГвВАП з тактики повітряного бою і теорії повітряної стрільби. З 5 вересня 1951 — майор, заступник командира і льотчик-інспектор з техніки пілотування і теорії польоту 523-го ВАП, з 20 жовтня 1951 — командир цього ж полку.

## Участь у війні в Кореї
У період з 28 травня 1951 року по 1 березня 1952 майор Д. П. Оськін брав участь у бойових діях у небі КНДР на посадах: помічник командира по тактиці повітряного бою та теорії повітряної стрільби 18-го Гвардійського ВАП, потім заступник командира і льотчик-інспектор з техніки пілотування і теорії польоту, командир 523-го ВАП.
Здійснив близько 150 бойових вильотів, провів більше 60 повітряних боїв, збив 16 літаків супротивника особисто і 1 — в складі групи.
Указом Президії Верховної Ради СРСР від 13 листопада 1951 удостоєний звання Героя Радянського Союзу.

## Список повітряних перемог
| Дата повітряного бою | Кількість і тип збитих ворожих літаків (особисто/в групі) |
| -------------------- | --------------------------------------------------------- |
| 06.06.1951           | 1/4 F-80                                                  |
| 17.06.1951           | 1 F-86                                                    |
| 02.09.1951           | 1 F-86                                                    |
| 27.09.1951           | 1 F-84                                                    |
| 10.10.1951           | 1 F-84                                                    |
| 16.10.1951           | 1 F-86                                                    |
| 23.10.1951           | 1 Boeing B-29 Superfortress                               |
| 23.10.1951           | 1 Boeing B-29 Superfortress                               |
| 24.10.1951           | 1 Gloster Meteor                                          |
| 24.10.1951           | 1 Gloster Meteor                                          |
| 03.11.1951           | 1 F-84                                                    |
| 03.11.1951           | 1 F-84                                                    |
| 27.11.1951           | 1 F-80                                                    |
| 28.11.1951           | 1 F-86                                                    |
| 30.11.1951           | 1 F-86                                                    |
| 07.02.1952           | 1 F-86                                                    |

Примітка: таблицю складено за даними джерела  .

## Мирне життя
З серпня 1953 року — слухач командного факультету Військово-Повітряної академії в Моніно. З грудня 1956 року — заступник командира 1-й ГвВАД з льотної підготовки (30-а Повітряна армія, Прибалтійський військовий округ), з липня 1957 підполковник Д. П. Оськін — командир 1-й ГвВАД. З жовтня 1959 полковник Д. П. Оськін — слухач авіаційного факультету Військової академії Генштабу.
З серпня 1961 — заступник командира 61-го ГвВАК. З липня 1964 генерал-майор авіації Д. П. Оськін — заступник командувача 24-ї Повітряної армії з ППО (Група Радянських військ у Німеччині), з серпня 1965 року — заступник командувача 24-ї Повітряної армії з бойової підготовки, з грудня 1967 року — 1-й заступник командувача 24-ї Повітряної армії.
З травня 1970 був генерал-інспектором дальньої і фронтової бомбардувальної авіації ВПС Головної інспекції МО СРСР. З 18 серпня 1972 року — Заслужений військовий льотчик СРСР. З листопада 1980 генерал-лейтенант авіації Д. П. Оськін — заступник генерал-інспектора ВВС Інспекції ВВС Головної інспекції МО СРСР.
З січня 1987 року — у відставці. Жив у Москві. Помер 25 січня 2004 року.

## Нагороди
- Герой Радянського Союзу — Медаль «Золота Зірка»
- 2 х Орден Леніна
- Орден Жовтневої Революції
- Орден Олександра Невського
- Орден Вітчизняної війни 1-го ступеня
- Орден Вітчизняної війни 2-го ступеня
- Медалі

## Біографічні статті
- Оськин Дмитрий Павлович. на www.warheroes.ru. Архів оригіналу за 29 листопада 2014. Процитовано 14 листопада 2014.(рос.)
- Оськин Дмитрий Павлович. наhttp://airaces.narod.ru. Архів оригіналу за 26 листопада 2014. Процитовано 14 листопада 2014. {{cite web}}: Зовнішнє посилання в |publisher= (довідка)(рос.)